# Eurytromma pictulum
Genre
Espèce
Synonymes
- Podoctis pictulus Pocock, 1903

Eurytromma pictulum, unique représentant du genre Eurytromma, est une espèce d'opilions laniatores de la famille des Podoctidae.

## Distribution
Cette espèce est endémique du Sri Lanka. Elle se rencontre vers Kandy.

## Description
Le mâle holotype mesure 4,5 mm.

## Systématique et taxinomie
Cette espèce a été décrite sous le protonyme Podoctis pictulus par Pocock en 1903. Elle est placée dans le genre Neopodoctis par Roewer en 1912 puis dans le genre Eurytromma par Roewer en 1949.

## Publications originales
- Pocock, 1903 : « Fifteen new species and two new genera of tropical southern Opiliones. » Annals and Magazine of Natural History, sér. 7, vol. 11, p. 433–450 (texte intégral).
- Roewer, 1949 : « Über Phalangodidae II. Weitere Weberknechte XIV. » Senckenbergiana, vol. 30, p. 247–289.